# Los Angeles Film Critics Association Awards 2006

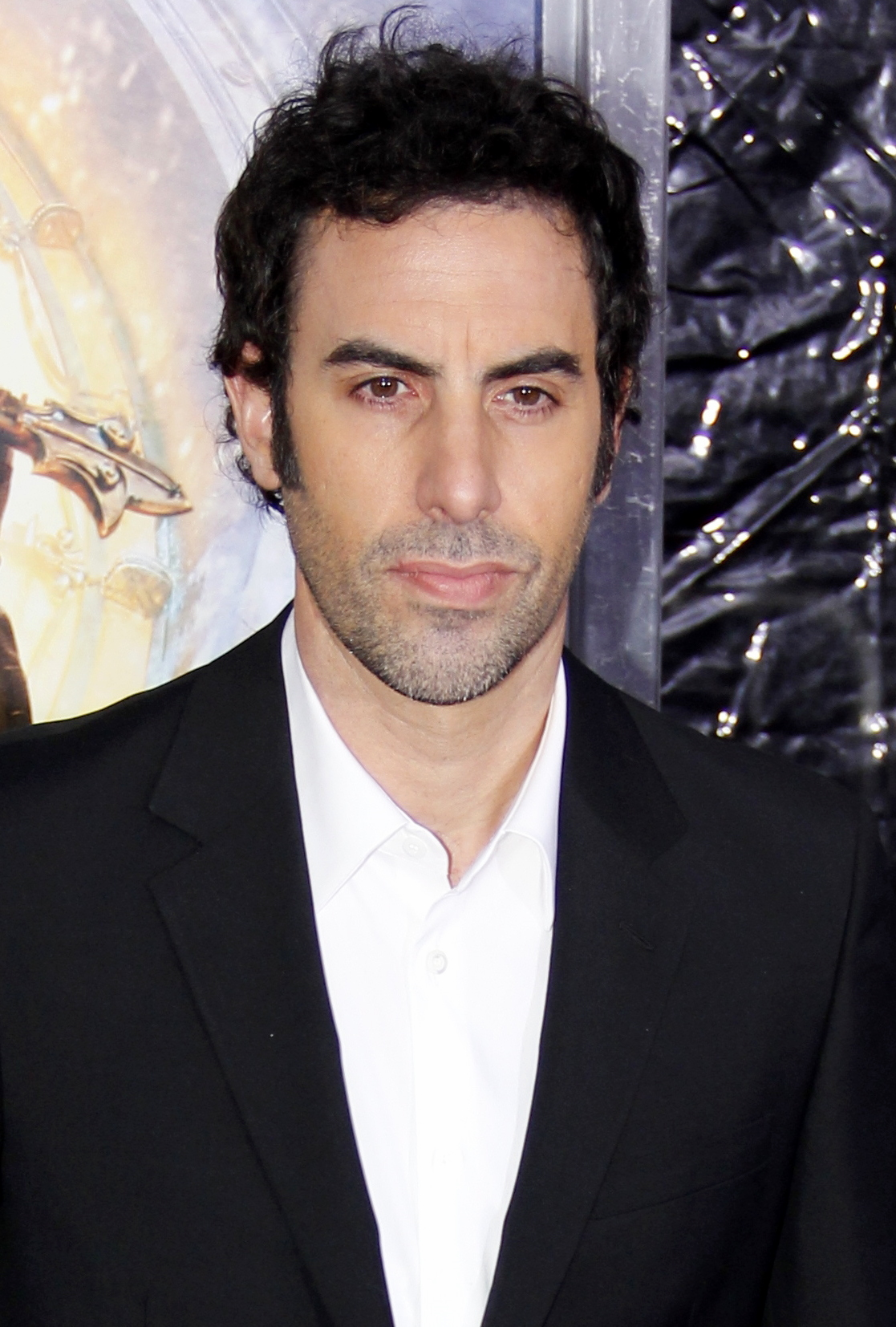
Sacha Baron Cohen, vítěz v kategorii nejlepší mužský herecký výkon v hlavní roli

Na 32. ročníku udílení cen Los Angeles Film Critics Association Awards byly předány ceny v těchto kategoriích v prosinci roku 2006

## Vítězové
Nejlepší film:
1. Dopisy z Iwo Jimy
2. Královna

Nejlepší režisér:
1. Paul Greengrass – Let číslo 93

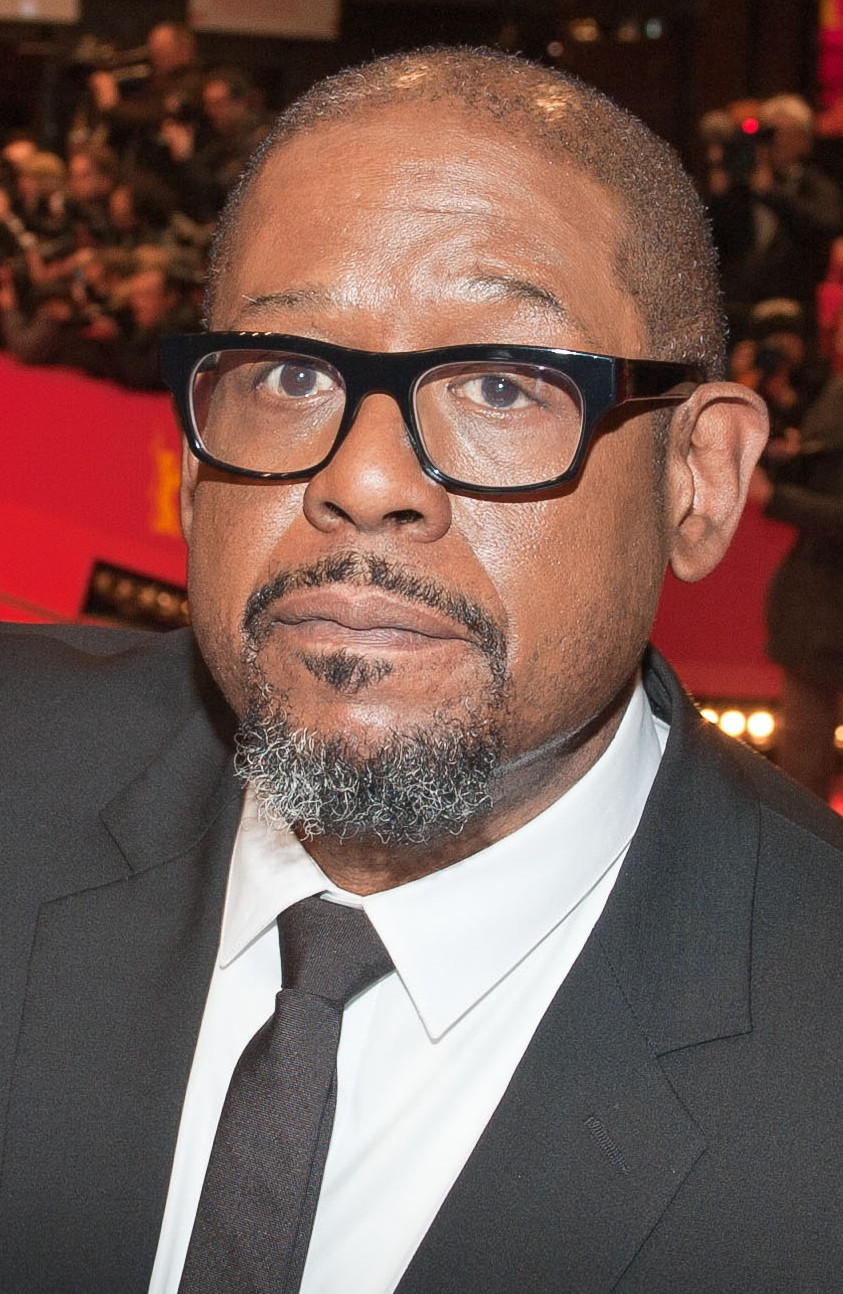
Forest Whitaker, vítěz v kategorii nejlepší mužský herecký výkon v hlavní roli

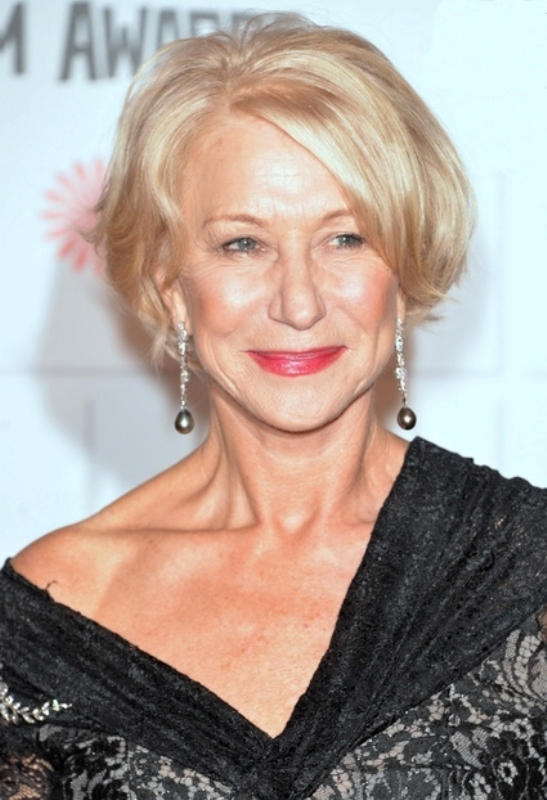
Helen Mirren, vítězka v kategorii nejlepší ženský herecký výkon v hlavní roli

2. Clint Eastwood – Dopisy z Iwo Jimy a Vlajky našich otců

Nejlepší scénář:
1. Peter Morgan – Královna
2. Michael Arndt – Malá Miss Sunshine

Nejlepší mužský herecký výkon v hlavní roli:
1. Forest Whitaker – Poslední skotský král a Sacha Baron Cohen – Borat (remíza)

Nejlepší ženský herecký výkon v hlavní roli:
1. Helen Mirren – Královna
2. Penélope Cruz – Volver

Nejlepší mužský herecký výkon ve vedlejší roli:
1. Michael Sheen – Královna
2. Sergi López – Faunův labyrint

Nejlepší ženský herecký výkon ve vedlejší roli:
1. Luminita Gheorghiu – Smrt pana Lazaresca
2. Jennifer Hudson – Dreamgirls

Nejlepší kamera:
1. Emmanuel Lubezki – Potomci lidí
2. Tom Stern – Dopisy z Iwo Jimy a Vlajky našich otců

Nejlepší skladatel:
1. Alexandre Desplat – Královna a Barevný závoj
2. Thomas Newman – Berlínské spiknutí a Jako malé děti

Nejlepší výprava:
1. Eugenio Caballero – Faunův labyrint
2. Jim Clay, Veronica Falzon a Geoffrey Kirkland – Potomci lidí

Nejlepší dokument:
1. Nepříjemná pravda
2. Darwinova noční můra

Nejlepší animovaný film:
1. Happy Feet
2. Auta

Nejlepší cizojazyčný film:
1. Životy těch druhých (Německo)
2. Volver (Španělsko)

Cena Douglase Edwadse pro experimentální/nezávislý film/video:
1. So Yong Kim – In Between Days
2. Kelly Reichardt – Old Joy

Ocenění pro novou generaci: Michael Arndt (scénář), Jonathan Dayton a Valerie Faris (režie) – Malá Miss Sunshine
Kariérní ocenění: Robert Mulligan